# ستيفن روز
ستيفن روز (بالإنجليزية: Steven Rose) (و. 1938 – م) هو أحيائي، وعالم أعصاب، وعالم كيمياء حيوية، وأستاذ جامعي، من إنجلترا، ولد في لندن. تعلم في كلية كينجز لندن، وأدار الجامعة المفتوحة، وكلية غريشام، وجامعة لندن.

## جوائز
حصل على جوائز منها:
- جائزة كتب العلوم للجمعية الملكية (1993)
- Ariëns Kappers Medal [الإنجليزية]‏.

## روابط خارجية
- ستيفن روز على موقع ميوزك برينز (الإنجليزية)